# Lucjan Avgustini
Mons. Lucjan Avgustini (28. srpna 1963, Ferizaj – 22. května 2016) byl albánský římskokatolický kněz a biskup Sapë.

## Život
Narodil se 28. srpna 1963 v Ferizaji. Po studiích v menším semináři v Subotice a vyšším v Záhřebu byl dne 15. srpna 1989 vysvěcen na kněze pro diecézi Skopje-Prizren.
Po vysvěcení působil jako sekretář pomocného biskupa Nikë Preli a od roku 1992 jako farář farnosti Strážních andělů ve Ferizaji. Roku 1994 byl jako kněz přemístěn přes fidei donum do arcidiecéze Skadar; poté co byl přeinkardinován jinam stal se roku 1996 farářem katedrály a roku 1998 generálním vikářem. V Národním katechetickém ústavě učil Písmo Svaté.
Dne 12. prosince 2006 byl papežem Benediktem XVI. ustanoven biskupem diecéze Sapë. Biskupské svěcení přijal 5. ledna 2007 z rukou arcibiskupa Angela Massafri a spolusvětitelé byli arcibiskup Zef Gashi, arcibiskup Rrok Mirdita a biskup Dodë Gjergji.
Kromě albánštiny hovořil srbsky, chorvatsky, německy a italsky.